# Papp-Váry Árpád (közgazdász)
Papp-Váry Árpád Ferenc (1976. április 27. –) magyar közgazdász, marketingszakember, főiskolai tanár, branding tanácsadó.

## Tanulmányai
1999-ben végzett a Budapesti Közgazdaságtudományi és Államigazgatási Egyetem (ma Budapesti Corvinus Egyetem) Gazdálkodástudományi Karán gazdálkodási szakon, vezetés-szervezés főszakirányon, marketingkommunikáció mellékszakirányon. Csoporttársaival ugyanebben az évben megnyerte a Kreatív szaklap által kiírt országos diákreklámversenyt. 2003-ban egyetemi szakközgazdász végzettséget szerzett Európa tanulmányok szakon, európai menedzsment szakirányon a Szegedi Tudományegyetem Gazdaságtudományi Karán. 2001-ben felsőfokú újságíró OKJ végzettséget kapott az Eszterházy Károly Főiskola és a Népszabadság Oktatási Központ képzésében, majd 2003-ban idegenvezető OKJ oklevelet a Krúdy Oktatóközpontban. Doktori (PhD) tanulmányait a Nyugat Magyarországi Egyetem (ma Soproni Egyetem) Közgazdaságtudományi Karán végezte, disszertációját a Gazdasági folyamatok elmélete és gyakorlata doktori program, Marketing alprogramjában védte meg 2007-ben, országmárkázás témában. Ugyanitt lett habilitált doktor 2015-ben.

## Oktatói tevékenysége[2]
1994 óta folyamatosan oktat: egyetemistaként a Közgáz Egyetem Studium Generale diákszervezetében kezdte, ahol egyben a történelem szekció vezetője is volt. Ezt követően leginkább OKJ képzésekben tanított vállalati gazdaságtant, marketinget és marketingkommunikációt. Magyarország legnagyobb magán felsőoktatási intézményéhez, a Budapesti Metropolitan Egyetemhez annak 2001-es alapításakor (akkor Budapesti Kommunikációs Főiskola) csatlakozott, először óraadóként, majd 2006-ban főállásúként. Oktatott tárgyai közt szerepelt a Marketing alapok, a Márkázás nemzetközi környezetben, a Reklámpiaci esettanulmányok, a Kisvállalati marketing, valamint a Termék- és Márkamenedzsment. Az egyetemen többféle vezetői feladatot ellátott: volt intézetvezető, általános rektorhelyettes, valamint akadémiai ügyekért felelős vezérigazgató-helyettes, végül, de nem utolsósorban az Üzleti, Kommunikációs és Turisztikai Kar dékánja, több mint tíz éven át, egészen 2022-ig.
Több METU-s marketing szaknak nemcsak vezetője volt, hanem mindegyiket az ő nevével akkreditálta az Egyetem: ilyen a kereskedelem és marketing felsőoktatási szakképzés, a kereskedelem és marketing alapszak, a marketing mesterszak, valamint a digitális marketing executive MBA szakirányú továbbképzés,illetve a designkultúra szak video-, blog- és tartalommarketing specializációja.  Ezen kívül olyan nemzetközi programoknak az egyetemre hozásában vett részt, mint a Middlesex Egyetem marketingkommunikációs mesterképzése, vagy a Coventry Egyetem üzleti top-up képzései. 
Dékánsága alatt valósult meg a myBRAND program bevezetése, illetve a záróvizsga reformja. A 3 elemű szóbeli vizsga része: 1) portfolió bemutatása a hallgató egyetemi és azon kívüli aktivitásairól, 2) szakdolgozat megvédése, 3) szakmai habitusvizsgálat, tételeket/ismeretköröket összekötve friss, fél éven belüli cikkekkel, szakmai hírekkel .
A Budapesti Metropolitan Egyetemről 2022-ben távozva, a legnagyobb hazai üzleti egyetemhez, a Budapesti Gazdasági Egyetemhez (BGE) csatlakozott, ahol a magyar és angol nyelvű marketing mesterképzés vezetője lett.
A Budapesti Gazdasági Egyetem mellett még két másik felsőoktatási intézményben aktív: 2021 óta a Neumann János Egyetem (NJE) Gazdaságföldrajzi és Településmarketing Központjában a helymarketinget kutatja, míg szintén 2021 óta a Soproni Egyetem Lámfalussy Sándor Közgazdaságtudományi Karán tudományos főmunkatárs, a Marketing és Turizmus Doktori Program vezetője.
A francia École supérieure des sciences commerciales d’Angers (ESSCA) mesterképzésében sports marketing, consumer behaviour, illetve az advanced marketing, brand management tárgyak oktatója volt. Vendégelőadóként oktatott Szlovéniában, Bulgáriában, Portugáliában, Romániában, Csehországban, Törökországban és Kazahsztánban is.

## Kutatási területe
Kutatási területe a tágan értelmezett márkaépítés, branding. Ezen belül is leginkább az alábbiak: országmárkázás, városmárkázás, személyes márkázás, sportmárkázás, illetve márkázott szórakoztatás.
Több száz cikk szerzője, melyek többsége téma szerint csoportosítva megtalálható a www.papp-vary.hu oldalon.
Tudományos munkássága mellett rendszeresen jelennek meg ismeretterjesztő cikkei marketing szaklapokban, mint a Márkamonitor, a Marketing&Media, a Kreatív, a Marketingtitkok, a Media Hungary, a Digital Hungary, vagy az Onbrands.

## Szakkönyvírói tevékenysége
Több, kifejezetten brandinggel, márkaépítéssel foglalkozó szakkönyv szerzője:
- JPÉ Marketing – Elmélet és gyakorlat józan paraszti ésszel (Századvég 2009, majd KIT 2010)[5]
- Mágikus márkázás: Beckham – Hogyan lett egy futballistából globális márka? (Századvég 2009)[6]
- A márkanév ereje – Szempontok a sikeres brandépítéshez (Dialóg-Campus 2013, majd 2020)[7]
- Márkázott szórakoztatás – A termékmegjelenítés nemzetközi és hazai alkalmazása (Akadémiai Kiadó 2014)[8]
- Országmárkázás - Versenyképes identitás és imázs teremtése (Akadémiai Kiadó 2019).[9]
- Országmárka-építés - Országnevek, országszlogenek, országlogók, országarculatok és Magyarország márkaépítési törekvései (Dialóg-Campus 2020)[10]

## Branding tanácsadói tevékenysége
A felsőoktatáshoz főállású munkatársként való csatlakozása előtt (2006) hazai és nemzetközi reklámügynökségeknek dolgozott reklámszövegíróként, kreatív teamvezetőként.
Egyetemi oktatói tevékenysége mellett ma is rendszeresen tart marketing tréningeket, valamint branding tanácsadást nyújt városok, cégek és szakemberek részére. Komplex márkaépítési projektekben reklám- és PR-ügynökségek partnere.
Dolgozott már többek között ásványvíz, élelmiszerlánc, fogkrém, ingatlanközvetítő iroda, kozmetikum, robogó alkatrész, médiacég, szépségszalon, szoftver, utazási iroda, szórakozóhely és város marketingjén is.
Cége,a Márkadoktor Kft. a Magyar Multi Program minősített szakértője márka- és arculatépítés területén. Olyan, nagy nevű üzleti- és marketing tanácsadócégek mellett szerepel itt, mint a KPMG, az Effix, a Ferling, a One PR, a Kreatív Vonalak, vagy a PRestonn.

## Díjai, eredményei, elismerései[11]
A Kreatív magazin, a magyarországi kommunikációs szakma lapja szerint „Az ország egyik legismertebb marketingtanára”
Három ízben az „Év oktatója” díj nyertese a Budapesti Metropolitan Egyetemen, melyet mindig csak egyetlenegy tanár érdemelhet ki a több száz oktató közül a diákok szavazatai alapján (2007, 2011, 2016)
Vezetői eredményei közt kiemelendő, hogy dékáni ideje alatt jelentősen bővült az egyetem üzleti szakos portfoliója, és lényegében mindegyik program elindult angol nyelven is. Az évek során a diákok elégedettsége folyamatosan javult, és az Üzleti, Kommunikációs és Turisztikai Kar magyar nyelvű képzéseinek net promoter score-ja (NPS) felvette a versenyt a legjobb szolgáltatókéval. Általános rektorhelyettesi ideje alatt, 2017-ben rekordszámú fizetős nemzetközi hallgatót sikerült beiskolázni a METU-ra a nemzetközi igazgatósággal együttműködve, amit azóta sem sikerült megközelíteni. A különböző extra kampányok segítségével jelentős számú, több ezres nagyságrendű magyar hallgatót sikerült az egyetemre vonzania, az intézmény bevétele így jelentősen nőtt, ahogy az EBIDTA is. A Covid-járvány 2020-as magyarországi kirobbanásakor egyetlen nap szünettel állt át a kar az online oktatásra, míg más felsőoktatási intézmények esetében ez tíz nap volt.
Aktívan vett részt a METU „alkotóegyetem” koncepciójának kidolgozásában, és a myBRAND oktatási módszertan bevezetésében a METU-n, amelynek keretében a hallgatók saját márkájukat építik, illetve szakmai portfóliójukat bővítik az első naptól kezdve. A „METU Oktatók Napja” egyik megteremtője 2010-ben, ahol a kollégák évről-évre megosztják legjobb oktatási gyakorlataikat, tapasztalataikat.
A Varna Free University-től ezüst plakettet kapott a nemzetközi kapcsolatok építéséért.
Több szakmai verseny zsűritagja: MMSZ Városmarketing Díj, EFFIE Reklámhatékonysági Verseny, Év kereskedelmi kampánya, MMSZ Marketing Gyémánt, TOP50 magyar marketinges, BrandExcellence, Trade Magazin.
Gyakran kérik ki véleményét sajtóorgánumok a marketingről, reklámról, PR-ről. Az elmúlt években ennek kapcsán szerepelt a Magyar Televízióban, a TV2-ben, az RTL Klubon, az ATV-ben, a Hír TV-ben, az Echo TV-ben, a Kreatívban, a HVG-ben, a Figyelőben, a Világgazdaságban, a Népszabadságban, a Magyar Nemzetben, a Nők Lapjában, a Nemzeti Sportban, valamint más médiumokban.
A Marketing Oktatók Klubja éves nagyrendezvényének rendszeres előadója, 2010-ben főszervezője.
A Magyar Marketing Szövetség egyik alelnöke, 2013 óta folyamatosan, immár három cikluson át.